# Edificio Sampaio Moreira
El Edificio Sampaio Moreira es un rascacielos histórico situado en la Rua Libero Badaró, en el llamado Centro Histórico en la Zona Central de São Paulo, la ciudad más poblada de Brasil. Proyecto relacionado con la arquitectura ecletica paulista, el edificio fue diseñado en estilo Beaux-Arts por los arquitectos Christiano Stockler y Samuel das Neves. Con 12 plantas y 50 metros de altura, fue el edificio más alto de São Paulo entre 1924, año de su inauguración, y 1929 lo superó el Edificio Martinelli. Por lo tanto, es el primero edificio con varios pisos de la ciudad.
Considerado el "prototipo" de los rascacielos de Sao Paulo - erigido en un momento en que la ciudad tenía edificios de hasta cuatro pisos - el Sampaio Moreira es protegido por el gobierno de la ciudad, debido a su importancia histórica y arquitectónica . Desde su inauguración, el edificio alberga en su planta baja al piso la Mercearia Godinho, (tienda tradicional en Sao Paulo, fundada en 1890) . 